# Edu Lobo
Eduardo de Góes Lobo OMC (Rio de Janeiro, 29 de agosto de 1943), conhecido como Edu Lobo, é um cantor, compositor, arranjador e multi-instrumentista brasileiro.

## Música

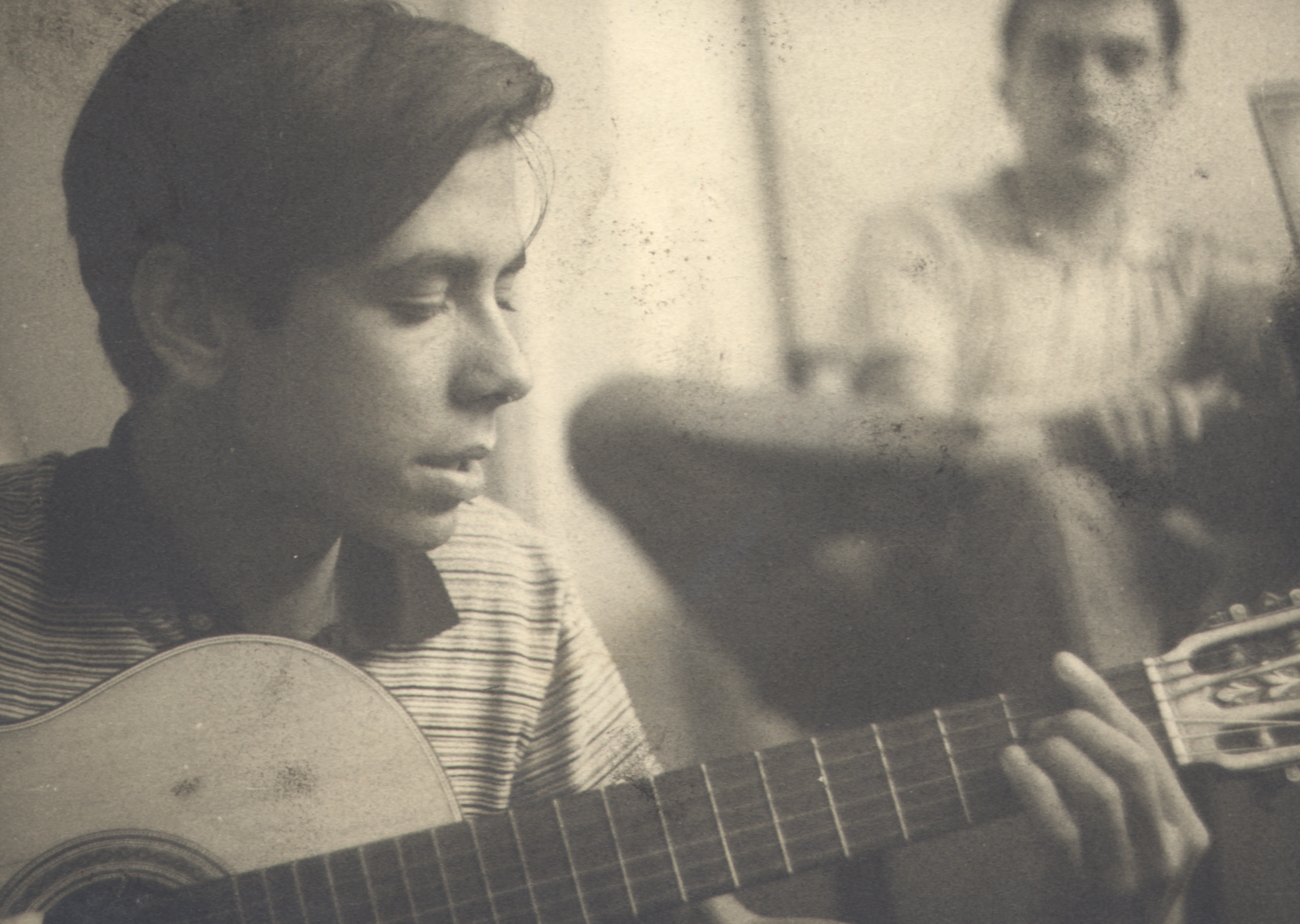
Edu Lobo em 1963

Filho do compositor pernambucano Fernando Lobo, começou na música tocando sanfona, mas acabou se interessando pelo violão, contra a vontade do pai. Iniciou a carreira nos anos 1960 fortemente influenciado pela bossa nova, quando então numa parceria com Vinicius de Moraes, compôs Só Me Fez Bem. Porém, com o decorrer do tempo adotou uma postura mais político-social, refletindo os anseios da geração reprimida pela ditadura militar brasileira. Nesta fase surgiu uma parceria com Ruy Guerra e as composições engajadas Canção da terra, Reza e Aleluia.
Ao mesmo tempo em que participava de vários festivais de música popular, obtendo o primeiro prêmio no 1.º Festival de Música Popular Brasileira em 1965, com Arrastão. A canção, composta em parceria com Vinicius de Moraes, foi interpretada por Elis Regina, impulsionando a carreira da cantora. Décadas depois, a performance de Elis receberia elogios do cantor norte-americano Bob Dylan em seu programa de rádio. Em 1967 com Ponteio (parceria com José Carlos Capinan; e interpretação do próprio Edu ao lado de Marília Medalha), e que venceu o Terceiro Festival de Música Popular Brasileira da TV Record, Edu dedica-se a compor trilhas para espetáculos teatrais, entre eles o histórico Arena Conta Zumbi, ao lado de Gianfrancesco Guarnieri. Depois de uma temporada nos Estados Unidos, Edu volta ao Brasil e retoma várias parcerias, entre elas a com Chico Buarque, e compõem a música de novas peças e balés.
O Grande Circo Místico

Edu Lobo em 1967

Pensado originalmente para o ballet teatro do Balé Teatro Guaíra, e inspirado no poema homônimo do parnasianista/ modernista Jorge de Lima (da obra A Túnica Inconsútil, 1938), o espetáculo estreou em 17 de março de 1983, mesclando música, balé, ópera, circo, teatro e poesia. Tamanho o sucesso, originou uma turnê de dois anos pelo país, assistida por mais de duzentas mil pessoas, em quase duzentas apresentações. Consagrou umas das mais completas obras já apresentadas no país, lotando o Maracanãzinho e o Coliseu dos Recreios, em Lisboa. As canções foram interpretadas por Milton Nascimento, Jane Duboc, Gal Costa, Simone, Gilberto Gil, Zizi Possi, entre outros. O disco coletivo foi lançado pela Som Livre.
Nordeste já
Valendo-se ainda do filão engajado da pós-ditadura, cantou no coro da uma versão brasileira de We Are the World, o hit americano que juntou vozes e levantou fundos para a África, ou USA for Africa. O projeto Nordeste já (1985), abraçou a causa da seca nordestina, unindo 155 vozes num compacto, de criação coletiva, com as canções Chega de mágoa e Seca d'água. Elogiado pela competência das interpretações individuais, foi no entanto criticado pela incapacidade de harmonizar as vozes e o enquadramento de cada uma delas no coro.

## Vida pessoal
Foi o primeiro namorado de Elis Regina, tendo se relacionado com ela por três meses, em 1964. Após outros relacionamentos, em 1969 casou-se com a musicista Wanda Sá, com quem teve três filhos: Mariana, Bena Lobo e Isabel. Separou-se dela 13 anos depois, em 1982. Não se casou novamente após a separação e eventualmente é visto acompanhado.

## Discografia
- Eduardo Lobo (compacto duplo, 1962)
- A música de Edu Lobo por Edu Lobo (1964) / Arranjos: Edu Lobo e Luis Eça
- Edu canta Zumbi (1965) / Arranjos: Guerra Peixe
- Edu e Bethânia - com Maria Bethânia (1966)
- Reencontro - Sylvia Telles / Edu Lobo / Trio Tamba / Quinteto Villa-Lobos (1966)
- Edu (1967)
- From the hot afternoon - Paul Desmond (1969) / Arranjos: Don Sebesky
- Sérgio Mendes presents Lobo (1970) / Arranjos: Edu Lobo e Sérgio Mendes
- Cantiga de longe (1970) / Arranjos: Hermeto Pascoal e Edu Lobo
- Missa Breve - com Milton Nascimento (1972) / Arranjos: Edu Lobo
- Deus lhe pague - Vários (1976) / Arranjos: Lindolfo Gaya
- Limite das águas (1976) / Arranjos: Edu Lobo e Maurício Maestro
- Camaleão (1978) / Arranjos: Edu Lobo, Maurício Maestro e Dori Caymmi
- Tempo presente (1980) / Arranjos: Edu Lobo e Dori Caymmi
- Edu & Tom - com Tom Jobim (1981) / Arranjos: Edu Lobo e Tom Jobim
- Jogos de Dança (1981) / Arranjos: Edu Lobo
- O Grande Circo Místico - com Chico Buarque (1983) / Arranjos: Chiquinho de Moraes e Edu Lobo
- Dança da Meia Lua - com Chico Buarque (1985)
- O Corsário do Rei - com Chico Buarque (1985) / Arranjos: Chico de Moraes e Eduardo Souto Neto / Arranjos vocais: Maurício Maestro
- Rá-Tim-Bum (1989) / Arranjos: Cristóvão Bastos e Chico de Moraes
- Corrupião (1993) / Arranjos: Edu Lobo
- Meia-Noite - com Dori Caymmi (1995) / Arranjos: Cristóvão Bastos
- Songbook Edu Lobo - Vários/Various (1995)
- Álbum de Teatro (1997) / Arranjos: Chico de Moraes, Cristovão Bastos, Eduardo Souto Neto, Nelson Ayres e Paulo Bellinati
- Cambaio - com Chico Buarque (2002)
- Tantas Marés (2010)
- Edu Lobo e The Metropole Orkest (2013)
- Dos Navegantes - com Romero Lubambo e Mauro Senise (2017)
- Edu, Dori e Marcos - com Dori Caymmi e Marcos Valle (2018)

## Algumas canções
- Ponteio
- Cirandeiro
- Upa, neguinho
- A bela e a fera
- Arrastão
- Vento bravo

## Prêmios e indicações
O disco Meia-noite recebeu o Prêmio Sharp de melhor disco de música popular brasileira do ano de 1995. O disco Cambaio, gravado com Chico Buarque, recebeu o Grammy Latino de melhor álbum de MPB (2002).
Em 2017, o álbum Dos Navegantes, em parceria com Romero Lubambo e Mauro Senise, venceu o Grammy Latino de 2017 de Melhor Álbum de MPB.